# Шалагин, Андрей Юрьевич
Андре́й Ю́рьевич Шала́гин (род. 11 ноября 1963) — российский легкоатлет, специалист по бегу на длинные дистанции и марафону. Выступал на профессиональном уровне в 1992—2002 годах, чемпион России в марафоне, победитель и призёр ряда крупных международных стартов на шоссе, участник чемпионата Европы в Будапеште. Представлял Москву.

## Биография
Андрей Шалагин родился 11 ноября 1963 года.
Впервые заявил о себе в сезоне 1992 года, когда стал восьмым в беге на 5000 метров на Мемориале братьев Знаменских в Москве.
В 1995 году одержал победу на Космическом марафоне в Королёве (2:20:27).
В 1996 году вошёл в состав российской сборной и выступил на чемпионате мира по полумарафону в Пальме, где с личным рекордом 1:06:08 занял 54-е место в личном зачёте и вместе с соотечественниками стал 12-м в командном зачёте. Также принял участие в чемпионате Европы по кроссу в Шарлеруа — в гонке на 9,65 км показал 43-й результат.
В 1997 году на чемпионате России в Туле выиграл бронзовую медаль в дисциплине 5000 метров и финишировал седьмым в дисциплине 10 000 метров. С результатом 2:19:25 превзошёл всех соперников на Космическом марафоне в Королёве.
В 1998 году занял 23-е место на полумарафоне в Нижнем Новгороде (1:06:47), выиграл 10 км в рамках Московского международного марафона мира, одержал победу на открытом чемпионате России по марафону, прошедшем в рамках Московского марафона «Лужники» (2:16:35). Благодаря череде удачных выступлений удостоился права защищать честь страны на чемпионате Европы в Будапеште — в программе марафона показал время 2:23:05, расположившись в итоговом протоколе соревнований на 36-й строке. Помимо этого, занял 23-е место на Пекинском марафоне (2:22:54).
В 1999 году был пятым на Бермудском марафоне в Гамильтоне (2:31:51), 21-м на Роттердамском марафоне (2:16:42), 12-м на чемпионате России по марафону в Москве (2:15:30), вторым на марафоне в Колумбусе (2:21:27) и четвёртым на марафоне в Мемфисе (2:21:54).
В 2000 году занял 38-е место на Роттердамском марафоне (2:20:56), закрыл двадцатку сильнейших в беге на 10 000 метров на чемпионате России в Туле, финишировал пятым на марафоне в Колумбусе (2:21:50), вторым на Филадельфийском марафоне (2:23:30), первым на марафоне в Хантсвилле (2:21:38).
В 2001 году показал 30-й результат на Роттердамском марафоне (2:22:45), 27-й результат в дисциплине 10 000 метров на чемпионате России в Туле.
В 2002 году с результатом 2:30:45 закрыл двадцатку сильнейших на Сеульском марафоне JoongAng и на этом завершил спортивную карьеру.